# Hofors (comune)
Hofors è un comune svedese di 9 796 abitanti, situato nella contea di Gävleborg. Il suo capoluogo è la cittadina omonima.

## Località
Nel territorio comunale sono comprese le seguenti aree urbane (tätort):
- Hofors
- Torsåker

## Amministrazione

### Gemellaggi
- Fladså
- Kontiolahti